# Затанна
Затанна Затара (англ. Zatanna Zatara) — персонаж вселенной DC Comics. Создана писателем Гарднером Фоксом и художником Мёрфи Андерсоном. Первый раз появилась в комиксе 4-м номере 1-го тома «Hawkman» (октябрь-ноябрь 1964 года). Затанна является одновременно и иллюзионисткой, и настоящей волшебницей, подобно её отцу, Джованни Затаре. Известна участием в Лиге Справедливости и знакомством в детстве с Бэтменом. Также пути Затанны пересекались с персонажами издательства Vertigo (Джон Константин и Тимоти Охотник). Получила четвёртое место в списке «100 самых сексуальных женщин в комиксах» журнала «Comics Buyer’s Guide».

## Биография
Затанна — дочь мага Джованни Затары, ставшего впоследствии Доктором Фейтом (появившегося в Золотом веке) и Синделлы, члена мистической расы Homo magi. Её младший кузен, подросток Захария Затара, также является магом во вселенной DC.
Долгое время Затанна считалась лишь иллюзионисткой, пока во время расследования исчезновения своего отца она не обнаружила свои магические способности. Поиск Затанны является сюжетной линией, описанной в нескольких комиксах, написанных Юлиусом Шварцем. В них Затанна встречает Бэтмена и Робина, Человека-ястреба и Орлицу (Hawkwoman Том 1, #4, ноябрь 1964), Атома (The Atom #19, май 1965), Зелёного Фонаря (Green Lantern Том 2, #42, январь 1966) и Удлиняющегося человека (Detective Comics #355, сентябрь 1966). Кульминация сюжетной линии наступила в Justice League of America #51 (февраль 1967). Это приключение Лиги Справедливости происходит в то время, когда Бэтмен занимал заметное место на обложке. Предпосылка тому, что ведьма в Detective #336 была Затанной, была воспринята многими фанатами, как попытка привлечь Бэтмена к участию в выпуске Justice League of America независимо от того, насколько расплывчатой была его связь с поиском Затанны.
Затанна помогла Лиге Справедливости Америки в нескольких заданиях перед тем, как ей предложили войти в состав Лиги. Это произошло в комиксе Justice League of America #161 (декабрь 1978 года). В течение пребывания Затанны в Лиге уровень её сил был преуменьшен до управления четырьмя стихиями — землёй, огнём, воздухом и водой; это ограничение было снято в World’s Finest Comics #277 (март 1982 года).

### The New 52
В новой вселенной The New 52 Затанна стала одним из основных персонажей серии комиксов Питера Миллигана «Justice League Dark». Она также носит новый костюм, в то же время используя старый во время выступлений в качестве иллюзиониста. В первом выпуске она узнаёт, что Супермен, Чудо-женщина и Киборг были побеждены Чародейкой, и предлагает свою помощь Лиге. Бэтмен предлагает ей помощь в битве с Чародейкой, но Затанна использует свои силы, чтобы связать его, объясняя Бэтмену, что он слишком важен, чтобы погибнуть в этой битве.

## Силы и способности
Затанна — могущественная волшебница, чьи способности, судя по всему, наследственные. Как и её отец, она обычно колдует, произнося заклинания наоборот (следовательно её реальное имя Анна Таз). Также в нескольких случаях она продемонстрировала возможность колдовать, произнося слова обычным порядком или вовсе не произносить, в случае, если заклинание простое. Подобно Чёрной канарейке, опора на голос Затанны несколько раз приводила к тому, что злодеи в Серебряный Век завязывали ей рот, таким образом лишая её способностей. В редких случаях Затанна колдовала путём написания слов заклинания своей кровью, вместо того, чтобы произносить их вслух. Это была крайняя мера, чтобы излечить физический ущерб, мешающий ей говорить, вроде повреждения гортани или исчезновения рта магическим образом.
Пределы её способностей никогда не были чётко заданы. Она часто работала с другими магами Земли, такими, как Доктор Фэйт, Мадам Ксанаду и Капитан Марвел. Она использовала свои способности, чтобы повелевать стихиями, лечить, превращать и изменять объекты, управлять мыслями и атаковать противников энергетическими выстрелами. Она восстановила Метрополис из руин, собрала воедино душу Аквамена из целого океана в финале истории «Обсидиановый Век» и управляла временем и пространством. В течение первого времени в Лиге Справедливости её способности были более ограничены и представляли лишь управление огнём, водой, воздухом и землей. Кроме того, её способности, судя по всему, зависят от её уверенности, и после серии неудач, описанных в «Seven Soldiers», она была эмоционально и физически разбита, в результате чего она была бессильна, пока не восстановила уверенность в себе.
Затанна также очень опытный иллюзионист и фокусница, даже без врождённых способностей к магии. Она рассматривает фокусы как часть своих «тренировок» и утверждает, что изобрела вариацию трюка с тремя картами под названием «Уловка Затары», в которой она так быстра, что даже без жульничества лишь опытные игроки, вроде Селины Кайл, способны уследить за движением её рук. Затанна несколько раз помогала Лиге Справедливости Америки, прежде чем стала полноправным участником команды.

## Альтернативные версии

### DC Super Dictionary
В 1978 году DC Super Dictionary придумали персонажа Конджура. Она обладает теми же магическими способностями, что и Затанна, в дополнение к амулету для путешествий во времени.

### Earth 3
- Аннатаз Аратаз, злая вариация Затанны с Земли-3, помогавшая Супермену-Прайм удерживать и пытать мистера Мксизптлка в комиксе «Countdown to Final Crisis» № 23. Имп отказался предоставить Прайму информацию, и Аннатаз восстановила его силы. Сожалея о своих жестоких поступках, она позволяет разъярённому злодею убить себя. Её заклинания читаются «вверх ногами», а не задом наперед.
- Злая вариация Затанны из вселенной антивещества, в отличие от версии Земли-3 имеющая имя Затанна. Упоминалась в комиксе «Trinity» № 35 как одна из немногих выживших после облавы на магов.

### Amalgam Comics
Во вселенной Amalgam Comics персонаж Затанны был объединён с Алой ведьмой из Мстителей и был назван Ванда Затара, Белая Ведьма.

### JLA: Another Nail
Ещё одна версия Затанны появляется в JLA: Another Nail, где объединяется с Женщиной-Ястребом в Midway City. Они показаны близкими друзьями. Затанна, судя по всему, обладает Евразианскими корнями.

### Флэшпойнт
В альтернативном мире Флэшпойнта Затанна является членом Тайной семёрки, а также состоит в байкерской группировке. Её отец, Джованни «Джон» Затара был превращён в мотоцикл, на котором передвигается героиня.

## Коллекционные издания
- Zatanna and the House of Secrets (2020)
- JLA: Zatanna’s Search (Содержит The Atom № 19, Hawkman № 4, Green Lantern № 42, Detective Comics № 335 и 355, Justice League of America № 51)
- Zatanna: Everyday Magic (Оригинальный графический роман)
- Zatanna: Mistress of Magic (Содержит № 1—6)
- Zatanna: Shades of the Past (Содержит № 7—16)
- Zatanna by Paul Dini (Содержит № 1—16 + Zatanna: Everyday Magic + 2 миниистории from the DC INFINITE HALLOWEEN SPECIAL #1 and the DC UNIVERSE REBIRTH HOLIDAY SPECIAL #1)[13]

## Вне комиксов

### Телевидение
- Впервые Затанна появилась на телевидение в мультипликационном сериале «Batman: The Animated Series» в эпизоде «Затанна» и была озвучена Джули Браун.
- Затанна дважды появилась в анимационном сериале «Gotham Girls», в эпизодах «A Little Night Magic» и «Hold The Tiger», озвученная Стэйси Рэндэлл.
- В мультсериале «Batman Beyond», в эпизоде «Из прошлого» (третий сезон, пятая серия) появляется в списке на компьютере Брюса, когда он просматривает файлы бывших возлюбленных.
- Затанна появляется в нескольких эпизодах мультсериала «Justice League Unlimited», озвученная Дженнифер Хейл.

Серинда Суон в роли Затанны Затары в «Тайнах Смолвиля»

- Затанна — эпизодический персонаж в последних трёх сезонах американского телесериала «Тайны Смолвиля», где её сыграла Серинда Суон.
- Затанна появляется во вступительном эпизоде «Chill of the Night!» мультсериала «Batman: The Brave And The Bold». Здесь её также, как и в Justice League Unlimited озвучивает Дженнифер Хейл.
- Также Затанна появилась в нескольких эпизодах мультсериала «Юная Лига Справедливости», озвученная Лейси Шабер. Там встречается с Диком Грейсоном.
- Затанна появилась в эпизоде скетч-шоу «Mad».
- Затанна появилась во вступительном ролике Robot Chicken DC Comics Special.
- Два эпизода Cartoon Monsoon описывают Затанну как подросткового персонажа, смесь Баффи, истребительницы вампиров и Сабрины, маленькой ведьмы.
- «DC девчонки-супергерои» (в дубляже: «Школа супергероинь») — мультсериал рассказывает о приключениях подростковых версий Затанны, Чудо-женщины, Супергёрл, Шмель, Бэтгерл и Зелёного Фонаря, которые учатся в средней школе Метрополиса.

### Фильмы
- В 2005 году сценарист Хэдли Дэвис (сценарист фильма «Принцесса льда») заявила, что она написала сценарий экшен-комедии, описывающий подростковую версию Затанны. Однако вслед за объявлением ничего не пошло, и, судя по всему, проект был брошен.[источник не указан 4645 дней]
- Альтернативная версия Затанны появляется в небольшой камео-роли в полнометражном мультфильме «Лига Справедливости: Кризис двух миров» в качестве члена Синдиката Преступности Америки.
- Затанна появилась в экранизации комикса «Тёмная Лига Справедливости» 2017 года режиссёра Джея Оливы, и стала частью Расширенной Вселенной DC. Персонажа озвучила Камилла Ладдингтон.
- В июне 2020 года студия Warner Bros запустила разработку фильм Затанна. В марте 2021 года сценарий напишет режиссёр Эмиральд Феннел (фильма Девушка, подающая надежды, продюсером выступит Джей Джей Абрамс.

### Видеоигры
- Затанна — один из игровых персонажей в консольной игре Justice League Heroes, озвученная Кэри Уолгрен.
- Затанна появляется в игре DC Universe Online (не игровой персонаж), озвученная Клэр Хэмильтон.
- Затанна — один из игровых персонажей игры Lego Batman 3: Beyond Gotham.
- Затанна — добавлена в игру Injustice: Gods Among Us обновлением 1.07. В финале Затанны она и версия Доктора Фэйта из реальности Единой Земли объединяют свои силы, чтобы создать Башню Судьбы. Он использовался в качестве оплота для врагов Супермена, лидера режима, поскольку Супермен уязвим для магии и спас много жизней. После поражения режима он использовался в качестве тюрьмы для оставшихся сил режима, несмотря на то, что присяжные на суде требовали смертной казни для непреложных обвиняемых.
- Затанна является игровым персонажем в игре Infinite Crisis.